# Jason Hartmann
Jason Hartmann (* 21. März 1981 in Grand Rapids, Michigan) ist ein US-amerikanischer Marathonläufer.

## Sportlicher Werdegang
2005 kam er bei den Halbmarathon-Weltmeisterschaften in Edmonton auf den 20. Platz. 2006 wurde er als Gesamtdritter beim Halbmarathonbewerb des Houston-Marathons US-Vizemeister über diese Distanz. Bei den Crosslauf-Weltmeisterschaften belegte er Rang 74, und im Herbst kam er bei seinem Debüt über die 42,195-km-Distanz beim Chicago-Marathon auf den 20. Platz. 
Im Jahr darauf wurde er bei den Panamerikanischen Spielen in Rio de Janeiro über 10.000 m Sechster und beim US-Ausscheidungsrennen für den Marathon der Olympischen Spiele in Peking Zehnter.
2009 feierte er mit dem Sieg beim Twin Cities Marathon seinen bislang größten Erfolg. 2010 war als Achter in Chicago bester US-Amerikaner.
Jason Hartmann wird von Brad Hudson trainiert. 

## Leben
Er absolvierte ein Studium der Erziehungswissenschaft und der Soziologie an der University of Oregon.

## Persönliche Bestzeiten
- 5000 m: 13:36,33 min, 21. April 2006, Eugene
- 10.000 m: 28:15,22 min, 31. März 2007, Palo Alto
- Halbmarathon: 1:03:07 h, 15. Januar 2006, Houston
- Marathon: 2:11:06 h, 10. Oktober 2010, Chicago